# Les Gondoles à Venise
Singles par Sheila
Poupée de porcelaine
(1972) Adam et Ève
(1973)
Singles par Ringo
Ma jalousie (a brisé notre amour)
(1972) Une bague, un collier
(1973)
Les Gondoles à Venise est une chanson interprétée par Sheila et Ringo. Elle est sortie en 45 tours le 16 février 1973 comme premier extrait de leur album commun Spécial Sheila-Ringo.
Le disque devient numéro un des ventes en France, s'écoulant à plus de 600 000 exemplaires.

## Histoire
Inspirée par les nombreux succès du tandem Stone & Charden, la chanson Les Gondoles à Venise permet à un autre « couple d’amoureux chantants », Sheila et Ringo, de délaisser un moment leurs carrières solos respectives. Le disque se vend à plus de 600 000 exemplaires en France.
Le disque est écrit par Paul et Lana Sebastian sous le titre de Les clés qui n'ouvrent pas ta porte. Claude Carrère, le producteur de Sheila et Ringo, convainc les frère et sœur Sebastian de céder leur chanson au couple star, la fait réadapter par la parolière Michaële et enregistre le disque quelques jours avant leur mariage le 13 février 1973, disque qui sortira le 16 février 1973,
Comme d'autres chansons de la chanteuse, ce titre et d'autres se retrouvent sur leur album commun de 1973.

## Liste des pistes
| A. | Les Gondoles à Venise                         | 3:41 |
| B. | Les Gondoles à Venise (version instrumentale) | 3:41 |

## Fiche artistique
- Titre : Les Gondoles à Venise
- Paroles : Paul & Lana Sebastian / Michaële / Claude Carrère
- Musique : Paul & Lana Sebastian / Michaële / Claude Carrère
- Interprète d’origine : Sheila et Ringo sur le 45 tours Carrère
- Arrangements et direction musicale : Jean-Claude Petit
- Producteur : Claude Carrère
- Année de production : 1973
- Éditeur :  Carrère / Capocci
- Parution : Février 1973
- Durée : 03:41

## Classements
| Classement (1973)                       | Meilleure position |
| --------------------------------------- | ------------------ |
| Belgique (Wallonie Ultratop 50 Singles) | 2                  |
| France (SNEP)                           | 1                  |
| Pays-Bas (Nederlandse Top 40)           | 52                 |
| Suisse romande (RSR)                    | 1                  |

| Classement (1973) | Position |
| ----------------- | -------- |
| France (SNEP)     | 7        |

## Historique de sortie
| Pays    | Date            | Label        |
| ------- | --------------- | ------------ |
| France  | 16 février 1973 | Carrère      |
| Canada  | 1973            | Trans-Canada |
| Espagne | 1973            | Carnaby      |
| Grèce   | 1973            | Carrère      |
| Japon   | 1973            | Philips      |
| Liban   | 1973            | Carrère      |

## Discographie
- 2006 - Juste comme ça (double album) - CD Warner
- 2008 - Toutes ces vies - Les chansons incontournables - CD Warner Rhino 5144278712

## Reprises
- 1973 - Maurice Larcange
- 1973 - Paul Mauriat
- 1973 - Dany Saval/Sacha Distel
- 1973 - Franck Pourcel
- 1973 - Georges Jouvin
- 1973 - Séverine
- 1973 - Michèle Richard/Jean-Louis Richard
- 1974 - Baldo /Nathalie
- 1974 - Gigliola Cinquetti
- 1978 - Claude Cieri
- 1981 - Sim/Charlotte Julian
- 1989 - Bruno Angelo
- 1990 - Bart Kaëll (Duizend terrassen in Rome, Belgique/Pays-Bas)
- 1992 - Didier Barbelivien/Félix Gray
- 1995 - The Burlingtons
- 1999 - Olivier Verdi/Annie Loris
- 2002 - Philippe Chevallier/Régis Laspalès
- 2008 - The Electronics
- 2012 - Stone et Charden
- 2014 - André Rieu
- 2015 - Sid et Nancy (remix 2004)
- 2017 - Camille Lou
- 2019 - The hardworks
- 2022 - André Manoukian
- 2023 - Vincent Niclo
- 2023 - Frédéric Fromet/Constance